# NGC 840
NGC 840 je galaksija u zviježđu Kit.

## Vanjske poveznice
- SEDS: NGC 840